# Stuart France O’Connell
Stuart France O’Connell SM (* 11. Mai 1935 in Lower Hutt, Neuseeland; † 2. August 2019 in Herne Bay, Auckland) war ein neuseeländischer Ordensgeistlicher und römisch-katholischer Bischof von Rarotonga.

## Leben
Stuart France O’Connell trat der Ordensgemeinschaft der Maristenpatres bei und empfing am 27. Juli 1960 die Priesterweihe.
Papst Johannes Paul II. ernannte ihn am 8. November 1996 zum Bischof von Rarotonga. Die Bischofsweihe spendete ihm sein Amtsvorgänger und Weihbischof in Auckland, Robin Leamy SM, am 22. Februar 1997; Mitkonsekratoren waren Thomas Stafford Kardinal Williams, Erzbischof von Wellington, und Soane Lilo Foliaki SM, Bischof von Tonga.
Am 11. April 2011 nahm Papst Benedikt XVI. sein aus Altersgründen vorgebrachtes Rücktrittsgesuch an.